# Rezerwat przyrody Mokry Jegiel
Rezerwat przyrody Mokry Jegiel – rezerwat przyrody utworzony w 2002 r. na terenie gminy Sadowne w powiecie węgrowskim. Rezerwat znajduje się na terenie Nadbużańskiego Parku Krajobrazowego.
Celem ochrony jest zachowanie ze względów naukowych, dydaktycznych i krajobrazowych siedlisk przyrodniczych o charakterze zbiorowisk borowych, olsowych i łęgowych oraz wilgotnych łąk, będących miejscem występowania oraz gniazdowania wielu rzadkich gatunków ptaków, tj. m.in. słonka, dudek, grubodziób zwyczajny, potrzos, jak również kilku gatunków sikor.
Północną granicę rezerwatu wyznacza ciek wodny Kanał Kacapski, od którego nazwy pochodzi przyjęta pierwotnie w celach dokumentacyjnych pierwsza nazwa rezerwatu.